# Руспина
Руспи́на (лат. Ruspina) — финикийский, карфагенский и римский город, расположенный недалеко от города Монастир в Тунисе. Город существовал во времена Римской империи и находился в провинции Африка. Его упоминают в своих трудах Плиний Старший и Клавдий Птолемей.

## Название
Есть несколько теорий происхождения названия горда, первая: название города появилось от финикийского и пунического имени Ršpn или Ršpnt, которые означают «Угловой мыс», вторая: название произошло от финикийского словосочетания «Rous Penna», что означает «край полуострова», «мыс» или «полуостров» (финикийские топонимы «Rus» и «Rous» означают «голова» или «точка»).
Все эти варианты по-разному эллинизировалось, например как Роуспинон (др.-греч. Ῥουσπῖνον), Роуспино (др.-греч. Ῥουσπίνῳ), Роуспи́на (др.-греч. Ῥουσπίνα) или Роу́спина (др.-греч. Ῥούσπινα), но конечным вариантом была Руспина (лат. Ruspina).

## География
Точное местонахождение города неизвестно. Но есть догадки, что он находился в 40 милях юго-восточнее от Утики. Натан Дэвис считает что Руспина находилась на месте современного Монастира. В Монастире были обнаружены много гробниц и руин, которые могли быть частью Руспины. Также Руспина появляется на скрижалях Пейтингера между Адруметом и Тапсусом.

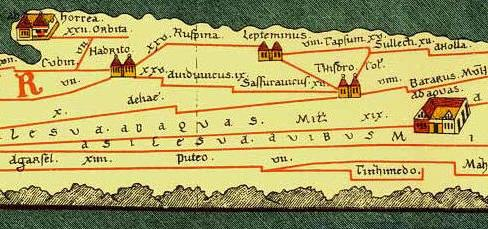
Руспина на Скрижали Пейтингера

## Экскурс в историю
Город был построен финикийцами из Сура в IV веке до н. э. В III веке до н. э. Руспина помогает карфагенскому полководцу Ганнибалу Барке во время Второй Пунической войны. В 146 году до н. э. Руспина была присоединена к провинции Африка, подпав под юрисдикцию Рима после пунических войн. Считалась вольным городом с муниципальным советом и большим портом. Во время событий очередной гражданской войны в Древнем Риме (49—45 годы до н. э.) Руспина вступила в союз с Гаем Юлием Цезарем, так как в 46 году недалеко от тех мест произошла серия морских стычек между сторонниками Гнея Помпея и цезарианцами. После окончательного разгрома помпеянцев полис начинает процветать.